# London Critics' Circle Film Awards 2018
39. ročník předávání cen London Critics' Circle Film Awards se bude konat dne 20. ledna 2019. Nominace byly oznámeny dne 18. prosince 2018.

## Vítězové a nominovaní

### Nejlepší film
- BlacKkKlansman
- Favoritka
- První člověk
- Roma
- Studená válka
- Zoufalství a naděje
- Šťastný princ
- Beze stop
- Zloději
- Nikdys nebyl

### Nejlepší britský/irský film
- Apostasy
- Beast
- Favoritka
- The Happy Prince
- Nikdys nebyl

### Nejlepší režisér
- Alfonso Cuarón – Roma
- Yorgos Lanthimos – Favoritka
- Debra Granik – Beze stop
- Pawel Pawlikowski – Studená válka
- Lynne Ramsay – Nikdys nebyl

### Nejlepší scénář
- Alfonso Cuarón – Roma
- Deborah Davis a Tony McNamara – Favoritka
- Barry Jenkins – If Beale Street Could Talk
- Steve McQueen a Gillian Flynnová – Vdovy
- Paul Schrader – Zoufalství a naděje

### Nejlepší herec v hlavní roli
- Christian Bale – Vice
- Ethan Hawke – Zoufalství a naděje
- Rupert Everett – The Happy Prince
- Ben Foster – Beze stop
- Joaquin Phoenix – Nikdys nebyl

### Nejlepší herečka v hlavní roli
- Yalitza Aparicio – Roma
- Glenn Close – Žena
- Toni Collette – Děsivé dědictví
- Olivia Colmanová – Favoritka
- Joanna Kuligová – Studená válka

### Nejlepší herec ve vedlejší roli
- Adam Driver – BlacKkKlansman
- Richard E. Grant – Can You Ever Forgive Me?
- Michael B. Jordan – Black Panther
- Daniel Kaluuya – Vdovy
- Alessandro Nivola – Neposlušnost

### Nejlepší herečka ve vedlejší roli
- Claire Foy – První člověk
- Regina King – If Beale Street Could Talk
- Rachel Weisz – Favoritka
- Elizabeth Debicki – Vdovy
- Cynthia Erivo – Zlé časy v El Royale

### Nejlepší britský/irský herec
- Christian Bale – Vice
- Steve Coogan – Homes a Watson, Ideální domov, Stan a Ollie
- Rupert Everett – The Happy Prince
- Richard E. Grant – Can You Ever Forgive Me?, Louskáček a čtyři říše
- Daniel Kaluuya – Vdovy, Black Panther

### Nejlepší britská/irská herečka
- Emily Bluntová – Marry Poppins se vrací, Tiché místo, Sherlock Koumes
- Jessie Buckley – Beast
- Olivia Colmanová – Favoritka
- Claire Foy – První člověk, Dívka v pavoučí síti, Nepříčetná
- Rachel Weisz – Favoritka, Neposlušnost

### Nejlepší britská/irská mladá herečka/mladý herec
- Liv Hill – Jellyfish, The Little Stranger
- Noah Jupe – Holmes a Watson, Tiché místo, The Good Night, The Titan
- Anya Taylor-Joy – Skleněný, The Secret of Marrowbone, Thoroughbreds
- Fionn Whitehead – The Children Act
- Molly Wright – Apostasy

### Nejlepší dokument
- Faces Places
- McQueen
- They Shall Not Grow Old
- Three Identical Strangers
- Whitney

### Nejlepší cizojazyčný film
- 120 BPM
- Studená válka
- Fantastická žena
- Roma
- Zloději

### Objev roku – britský/irský filmař
- Deborah Davis – Favoritka
- Rupert Everett – The Happy Prince
- Deobrah Haywood – Jehelníček
- Daniel Kokotajlo – Apostasy
- Michael Pearce – Beast

### Nejlepší britský/irský krátkometrážní film
- Little Shit – Richard Gorodecky
- Night Out – Amelia Hashemi
- Salt & Sauce – Alia Ghafar
- Three Centimetres – Lara Zeidan
- Under Growth – Evin O’Neill

### Nejlepší kamera
- Lukasz Zal – Studená válka

### Nejlepší technka
- American Animals – Nick Fenton, Chris Gill & Julian Hart (střih)
- BlacKkKlansman – costume design, Marci Rodgers (kostýmy)
- Studená válka – Lukasz Zal (kamera)
- Favoritka – Fiona Crombie (výprava)
- První člověk – Paul Lambert (vizuální efekty)
- If Beale Street Could Talk – Nicholas Britell (hudba)
- Mission: Impossible – Fallout – Wade Eastwood (kaskadérský tým)
- Tiché místo – Ethan Van der Ryn & Erik Aadahl (zvuk)
- Suspiria – Thom Yorke (hudba)
- Nikdys nebyl – Joe Bini (střih)

### Ocenění Dilys Powella
Pedro Almodóvar